# شناسایی عنبیه

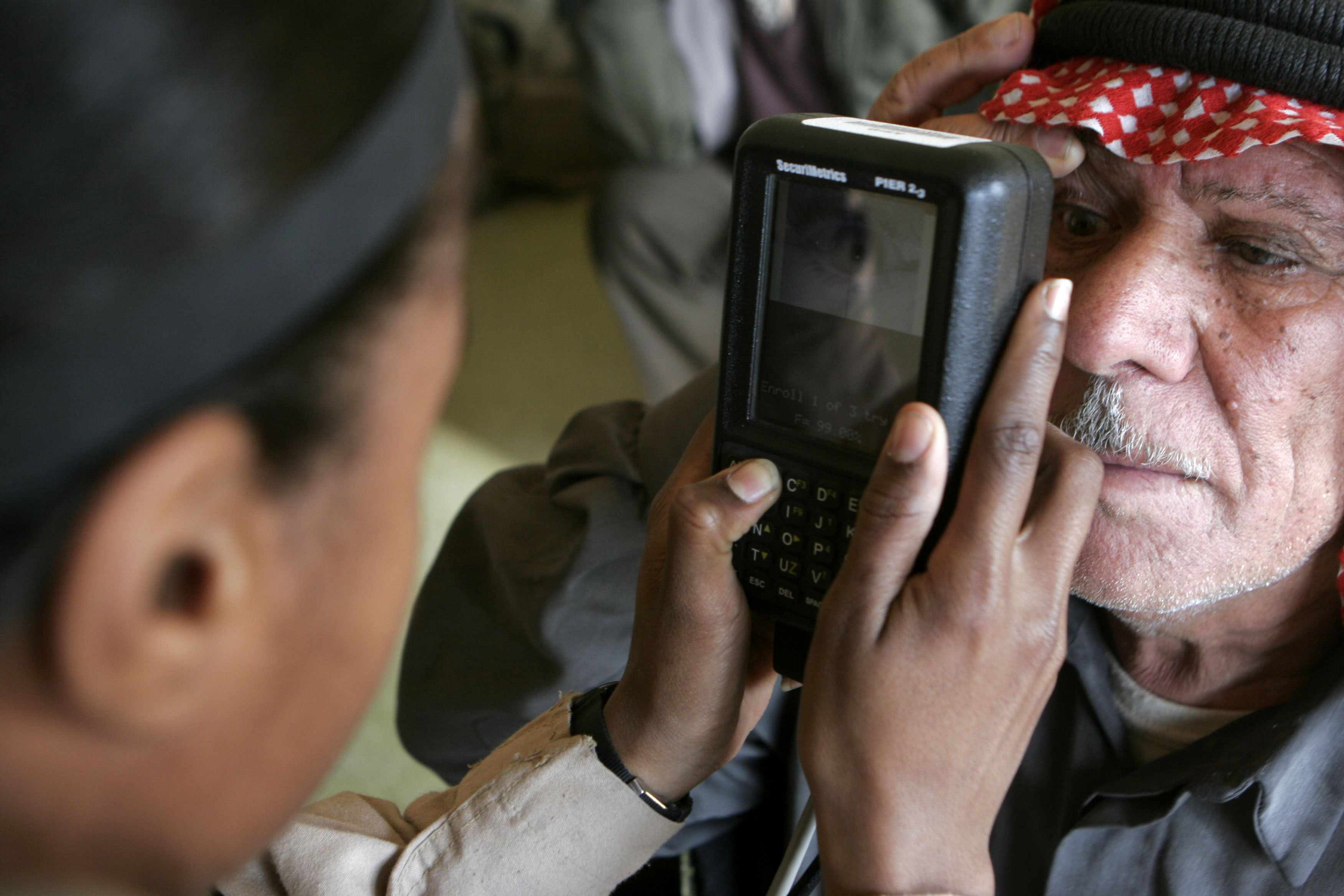
یک دستگاه قابل‌حمل شناسایی عنبیه

شناسایی عنبیه یک روش زیست‌سنجشی است که در آن با پردازش داده‌های به‌دست‌آمده از تصاویر عنبیه چشم افراد و مقایسه آن‌ها با داده‌های بانک اطلاعاتی، می‌توان به هویت آن‌ها پی برد. (عنبیه انسان‌ها مانند اثر انگشت منحصربه‌فرد است)
در این روش با استفاده از دوربین می‌توان به‌صورت خودکار از افرادی که در محدوده دید دوربین هستند را شناسایی کرد. این روش اگرچه در شرایطی غیرایده‌آل نوری، فاصله چشم و متحرک‌بودن سوژه همچنان به دقت بسیار بالایی نرسیده اما هم‌اکنون در تعدادی از کشورهای جهان مورد استفاده قرار می‌گیرد.